# 洪胤衡
洪胤衡（16世紀—1641年），字尊甫，號荊河，河南汝寧府光州商城縣人，明朝政治人物。

## 生平
洪胤衡是洪其道之子，馬之圖女婿，萬曆三十七年（1609年）己酉科河南鄉試第十八名舉人，四十四年（1616年）丙辰科二甲第四十四名進士。工部觀政，四十五年授南户部主事，四十六年浦口管倉，四十八年升福建司员外郎，天啓元年升貴州司郎中，二年出任寧波府知府，本年丁憂。崇祯二年補徽州府知府，三年养病。復除青州府知府，升山西按察司副使、兵備陽和，在各處都有政績，人民都感恩其德政，崇禎十四年（1641年）回鄉掃墓，正值流寇張獻忠攻打商城，他在東門率領士兵抵抗，最終失敗被擒，不屈而死。

## 家族
曾祖洪沔。祖父洪希俊，知縣。父洪其道，刑部主事。

## 引用
1. 1 2  康熙《光州志·卷五十六·忠義列傳》：洪應【胤】衡，字荊河，商城人，萬厯丙辰進士。歷官陽和道副使，所至政績大著，人多感德；辛巳以省墓歸里，值流寇張獻忠攻城，應衡帥眾抵敵，城破被執不屈死之。 節舊志
2. ↑  康熙《光州志·卷四十·選舉志中》：（萬曆）己酉科（舉人）有……洪應衡…… 俱商城人
3. ↑  《欽定勝朝殉節諸臣錄·卷十》：山西陽和兵備道副使洪允衡，商城人，為寧波守有治聲，以艱歸。崇禎十四年分守東門。賊陷城力竭戰死。 見《明史》及輯覽